# Silnice II/487
Silnice II/487 je silnice II. třídy, která vede z Ústí ke hraničnímu přechodu Velké Karlovice / Makov. Je dlouhá 33,9 km. Prochází jedním krajem a jedním okresem.

## Vedení silnice

### Zlínský kraj, okres Vsetín
- Ústí (křiž. I/57)
- Janová (křiž. III/4871)
- Hovězí (křiž. III/4873a, III/4872)
- Huslenky (křiž. III/4874, III/4875, III/4876)
- Halenkov (křiž. III/4877, III/4878a)
- Nový Hrozenkov (křiž. III/4879, III/48710)
- Karolinka (křiž. III/48711, III/48712)
- Velké Karlovice (křiž. II/481, III/48713, III/48714, III/48715)